# 蔡戴侯
蔡戴侯（？—前750年），姬姓，名厉，春秋諸侯國蔡國君主之一。他為蔡共侯兒子，承襲蔡共侯擔任該國君主，在位期間為前759年—前750年，共10年。